# Було не любити
Було не любити — третій альбом львівського гурту Брати Гадюкіни. Запис зроблений у жовтні 1994 року на студії «Галмлин» (Львів). Видано на компакт-дисках і касетах 1994 року студією Караван CD

## Трек-лист
1. Було не любити
2. 117 стаття
3. Файне місто Тернопіль
4. Жовті стрічки
5. «Карпати» програли в футбол
6. Весілля
7. Боже не дай
8. На долині туман шейк

## Учасники
- Artwork By — Орест Макота
- Backing Vocals — Ліля, Юля (2)
- Bass Guitar, Backing Vocals — Гоша (2)
- Drums, Backing Vocals — Мішаня
- Guitar — Андрюша
- Keyboards, Backing Vocals — Паша (2)
- Saxophone [Alt] — Бодя «Смерть»
- Saxophone [Tenore] — Стьопа «Зьома»
- Vocals — Гоша (2) (tracks: 7), Паша (2) (tracks: 4)
- Vocals, Keyboards, Blues Harp — Кузя
- Written-By — Брати Гадюкіни